# Pine Springs
Pine Springs és una població dels Estats Units a l'estat de Minnesota. Segons el cens del 2000 tenia 421 habitants.

## Demografia
Segons el cens del 2000, Pine Springs tenia 421 habitants, 140 habitatges, i 120 famílies. La densitat de població era de 195,8 habitants per km².
Dels 140 habitatges en un 39,3% hi vivien nens de menys de 18 anys, en un 80,7% hi vivien parelles casades, en un 4,3% dones solteres, i en un 13,6% no eren unitats familiars. En l'11,4% dels habitatges hi vivien persones soles el 0,7% de les quals corresponia a persones de 65 anys o més que vivien soles. El nombre mitjà de persones vivint en cada habitatge era de 3,01 i el nombre mitjà de persones que vivien en cada família era de 3,22.
Per edats la població es repartia de la següent manera: un 28,7% tenia menys de 18 anys, un 6,7% entre 18 i 24, un 20,2% entre 25 i 44, un 36,8% de 45 a 60 i un 7,6% 65 anys o més.
L'edat mediana era de 43 anys. Per cada 100 dones de 18 o més anys hi havia 106,9 homes.
La renda mediana per habitatge era de 102.496 $ i la renda mediana per família de 104.670 $. Els homes tenien una renda mediana de 61.250 $ mentre que les dones 42.188 $. La renda per capita de la població era de 38.383 $. Cap de les famílies i el 0,5% de la població estaven per davall del llindar de pobresa.

## Poblacions més properes
El següent diagrama mostra les poblacions més properes.